# Werner (motorfiets)
| Deze Werner uit 1899 is al een verbeterde versie van het oorspronkelijke model, maar de motor ligt nog boven het voorwiel en de motor heeft nog gloeibuisontsteking. In april van 1899 werd die vervangen door een elektrische ontsteking |

Werner is een van oorsprong Frans merk van motorfietsen, dat als een van de pioniers op motorgebied wordt beschouwd. De gebroeders Werner hadden ook een fabriek in Groot-Brittannië.

## Werner (Parijs)
Michel & Jevgeni (Eugène) Werner, later Werner Frères, Paris (1897-1907).
Een van de echte motorpioniers, opgericht door de van oorsprong Russische gebroeders Werner. Een vriend liet bij hen een Labitte-motorblokje achter voor de aandrijving van een kinetoscoop. Om het apparaat te promoten bouwde Michel Werner het blokje boven het voorwiel van een fiets en zo ontstond de Werner Motocyclette.
Vanaf 1901 zat het blok vlak voor de pedalen. Hoewel er eerder motorfietsen waren gebouwd met het blok laag in het frame, mag worden gesteld dat de gebroeders Werner bepalend zijn geweest voor deze bouwwijze, die ook nu nog wordt toegepast. Zij vroegen er in elk geval patent op aan. Verschillende fabrikanten noemden deze wijze van motorinbouw de "Nieuwe Wernermethode".
De 230 cc Werner was een bestseller. In 1904 bouwde men al een paralleltwin en later zelfs een V-twin-racer. Frames werden intussen betrokken van Alexander Goven in Schotland. Een Engelse zusterfabriek bouwde vanaf 1899 Werners in licentie. Diverse bedrijven, onder andere in Duitsland en Oostenrijk, gingen motorfietsen onder Werner-patent produceren, hoewel Werner zelf ook aan veel merken complete motorblokken leverde. De licentie-rechten leverden het geld op om de Werner-machines verder te ontwikkelen. De productie eindigde echter toen Michel Werner in 1905 overleed en Eugène korte tijd later in 1908 failliet ging. Toch bleven er nog tot vlak voor de Eerste Wereldoorlog Werner-motorfietsen in de catalogi staan, waarschijnlijk uitgerust met AJS-inbouwmotoren.

## Werner (Coventry)
The Motor Manufacturing Co., Coventry, later Werner Motors Ltd., London (1897-1908).
Brits bedrijf van de pionier Harry John Lawson die al in 1899 Werner-motorfietsen in licentie bouwde, de zogenaamde "British Werner". Deze door Lawson (The Motor Mfg. Company) opgerichte fabriek lag in Coventry, maar het hoofdkantoor lag in de Londense Regent Street. Lawson was ook betrokken bij de merken Beeston, Pennington en Humber.

### La Montagnarde
- Waarschijnlijk was het merk La Montagnarde ook eigendom van de gebroeders Werner.